# George Julian Harney
George Julian Harney (ur. w 17 lutego 1817 w Deptford, zm. w 9 grudnia 1897) – brytyjski polityk, dziennikarz i jeden z przywódców czartyzmu.

## Życiorys
Urodził się w Deptford, jego ojciec był marynarzem. W wieku 11 lat rozpoczął naukę w szkole morskiej, jednakże nauki nie ukończył. Sprzedawał nielegalną gazetę wydawaną przez Henry'ego Hetheringtona, za co trzykrotnie znalazł się w więzieniu. To zradykalizowało jego poglądy. Był członkiem Londyńskiego Towarzystwa Robotniczego, w którym zaangażował się w walkę o powszechne prawo do głosowania. W styczniu 1837 został jednym z założycieli Londyńskiego Towarzystwa Demokratycznego. 
W walce o prawa robotników był zwolennikiem działania poprzez użycie siły. Po strajku, który planowany był na 12 sierpnia 1838 (Grand National Holiday), Harney został zatrzymany, lecz nie skazano go. Przeniósł się następnie do Sheffield, gdzie został lokalnym przywódcą czartystów. Ponownie stanął przed sądem w 1843 za organizowanie strajku, lecz również nie został skazany na pobyt w więzieniu. Rozpoczął pracę jako publicysta. Był najpierw dziennikarzem, a później redaktorem „The Norhern Star” – (pol. „Gwiazda Północna”). Zaangażował się też w ruch socjalistyczny. Spotykał się z Karolem Marksem i Fryderykiem Engelsem. W związku z tym musiał opuścić „The Northern Star” i założył swoje własne pismo „Red Republican” („Czerwony Republikanin”). Gazeta ta skierowana był do robotników, których miała zachęcać do socjalizmu i mobilizować do walki o prawa proletariatu. Gazeta ta upadła po dwóch latach w 1850. Harney podejmował pracę jeszcze w kilku czasopismach, jednakże ze względu na swoje publikacje był zmuszany do rezygnacji. Poparł Północ w Wojnie secesyjnej i przeniósł się do USA. Przez 14 lat (od 1863) pracował jako urzędnik w Massachusetts. Po powrocie do Anglii kontynuował pracę publicystyczną. Zmarł 9 grudnia 1897.